# Патріція Гуччі
Патріція Гуччі (*1 березня 1963) — італійська підприємиця та членкиня сім'ї Гуччі. Єдина дочка і єдина спадкоємиця Альдо Гуччі, онука Гуччо Гуччі, який заснував компанію в 1921 році.

## Біографія
Позашлюбна дочка Альдо Гуччі, патріарха імперії моди Gucci, і Бруни Паломбо; вони познайомилися, коли Бруна працювала у флагманському магазині Gucci в Римі. Він все ще був одружений з матір'ю трьох своїх синів, а перелюб в Італії був незаконним, тому вони жили в Англії. Вони одружилися, коли Патриції було 24 роки. Патрісія була обрана до ради директорів Gucci у віці 19 років.
У 2016 році Патрісія Гуччі опублікувала мемуари "В ім'я Гуччі", в яких розповіла, що дізналася про те, що її батько мав іншу сім'ю та дружину, лише коли їй було 10. Її старший зведений брат Паоло Гуччі відірвався від сімейної фірми і спробував створити конкуруючу компанію. В останні роки батько Патрісії був замішаний у податковому скандалі, і його сини разом із племінником Мауріціо відібрали в нього контроль над Gucci. Батько, у свою чергу, зробив Патрицію своєю єдиною спадкоємицею. Сімейний бізнес Gucci був повністю проданий в 1993 році двоюрідним братом Патриції Мауріціо Гуччі.
У 2018 році вона заснувала Aviteur, компанію розкішного туристичного стилю життя.

## Особисте життя
Має трьох доньок Александру, Вікторію та Ізабеллу.
Гуччі була одружена з Джозефом Руффало, музичним керівником, який працював з Prince та Earth, Wind & Fire. Розлучилася з в 2007 році через те, що з початку 1990-х він чинив сексуальне насильство над її дочками Олександрою Заріні та Вікторією. У 2020 році Патрісія Гуччі була названа в позові, який подала її дочка Олександра за насильство проти дітей з боку вітчима.